# Trycherus ardoini
Trycherus ardoini là một loài bọ cánh cứng trong họ Endomychidae. Loài này được Villiers miêu tả khoa học năm 1959.